# Spring Breakers - Una vacanza da sballo
Spring Breakers - Una vacanza da sballo (Spring Breakers) è un film del 2012 diretto da Harmony Korine.
Il film ha come interpreti principali James Franco, Selena Gomez, Ashley Benson, Vanessa Hudgens e Rachel Korine, ed è incentrato sullo spring break, la tradizionale settimana di vacanza che gli studenti americani hanno ad ogni inizio di primavera, vissuto da quattro amiche piene di aspettative.

## Trama
Brit, Candy, Cotty e Faith, studentesse di un college di provincia, aspettano da tempo di fare una vacanza memorabile. Nell'imminenza di un nuovo "spring break", Brit, Candy e Cotty, armate di pistole ad acqua, rapinano un fast food per potersi concedere finalmente la vacanza tanto sognata. Messa di fronte al fatto compiuto, Faith, la più salda di principi, non si fa troppi scrupoli e dà il via libera alla partenza per la Florida con i soldi procurati dalle più disinibite compagne. La vacanza comincia nel migliore dei modi, ma dopo qualche giorno è proprio Faith ad esprimere il serio intento di cambiare vita, oltre ad essere disgustata da Brit e Candy quando queste rivivono compiaciute i dettagli violenti della rapina che le ha portate fin lì.
Finite in una retata dopo uno dei tanti festini a base di eccessi, vengono accusate di consumo di droga e portate in carcere dove però, dopo una sola notte, vengono rimesse in libertà grazie al pagamento della cauzione da parte di Alien, un noto criminale del posto. Questi offre loro protezione e uno scampolo di vita dorata da "pupe del gangster", senza chiedere esplicitamente niente in cambio. Faith, a differenza delle sue amiche, non è allettata dalla strana piega presa dalla vacanza e, trovandosi a disagio, preferisce tornarsene a casa. Le altre restano e si lasciano trasportare dal contesto, arrivando, un po' per riconoscenza ma soprattutto per divertimento, a fare piccole rapine, con l'uso di armi vere.
Rivendicando un'invasione del suo territorio, Big Arch, vecchio amico e ora rivale di Alien, lo intimidisce con alcuni colpi esplosi contro la sua auto, ferendo Cotty ad un braccio. La ragazza viene medicata ma, ormai traumatizzata, riparte immediatamente verso casa. Ormai sole, Brit e Candy perdono gli ultimi freni e suggellano l'intesa con Alien nell'unanime intento di vendetta verso il comune nemico. Recatisi nel covo di quest'ultimo armati fino al collo, durante una sparatoria Alien viene ucciso subito, mentre le due ragazze fanno fuori con estrema freddezza tutta la gang fino al capo, nella sua camera da letto. Poi, con la Lamborghini dello stesso Big Arch, ripartono verso casa.

## Colonna sonora
La colonna sonora, intitolata Spring Breakers: Music from the Motion Picture, è uscita in formato digitale il 12 marzo 2013 e disponibile nei negozi il 19 marzo, pubblicato da Big Beat Records/Atlantic Records.
Il nome di Skrillex appare su 10 dei 19 brani dell'album, mentre il resto è coperto da artisti come Ellie Goulding, Rick Ross, Waka Flocka Flame, Gucci Mane, Meek Mill e dall'attore James Franco.
L'album contiene anche tracce inedite, tra cui le collaborazioni tra Skrillex e Cliff Martinez, ex batterista dei Red Hot Chili Peppers e di Captain Beefheart.

## Promozione
Il 17 gennaio 2013 è stato diffuso online il trailer del film, sia nella versione internazionale che in quella destinata al mercato statunitense. Il 1º febbraio 2013 è stato diffuso in rete il trailer italiano del film; sempre nel febbraio 2013 è stato inoltre pubblicato il "red band trailer", che include quello che il trailer originale tagliava.

## Distribuzione
Spring Breakers è stato proiettato il 5 settembre 2012 alla 69ª Mostra internazionale d'arte cinematografica di Venezia, come film in concorso per gli Stati Uniti, e il 7 settembre 2012 al Toronto International Film Festival. Il film è stato distribuito nelle sale cinematografiche italiane il 7 marzo 2013 da BiM Distribuzione con divieto ai minori di 14 anni, mentre negli Stati Uniti è uscito il 22.